# 미라 초프라
미라 초프라(힌디어: मीरा चोपड़ा, 영어: Meera Chopra, 1983년 7월 8일 ~ )는 인도의 배우, 모델이다.

## 출연 작품
- 갱 오브 고스트 (2014)